# Замок Ліп

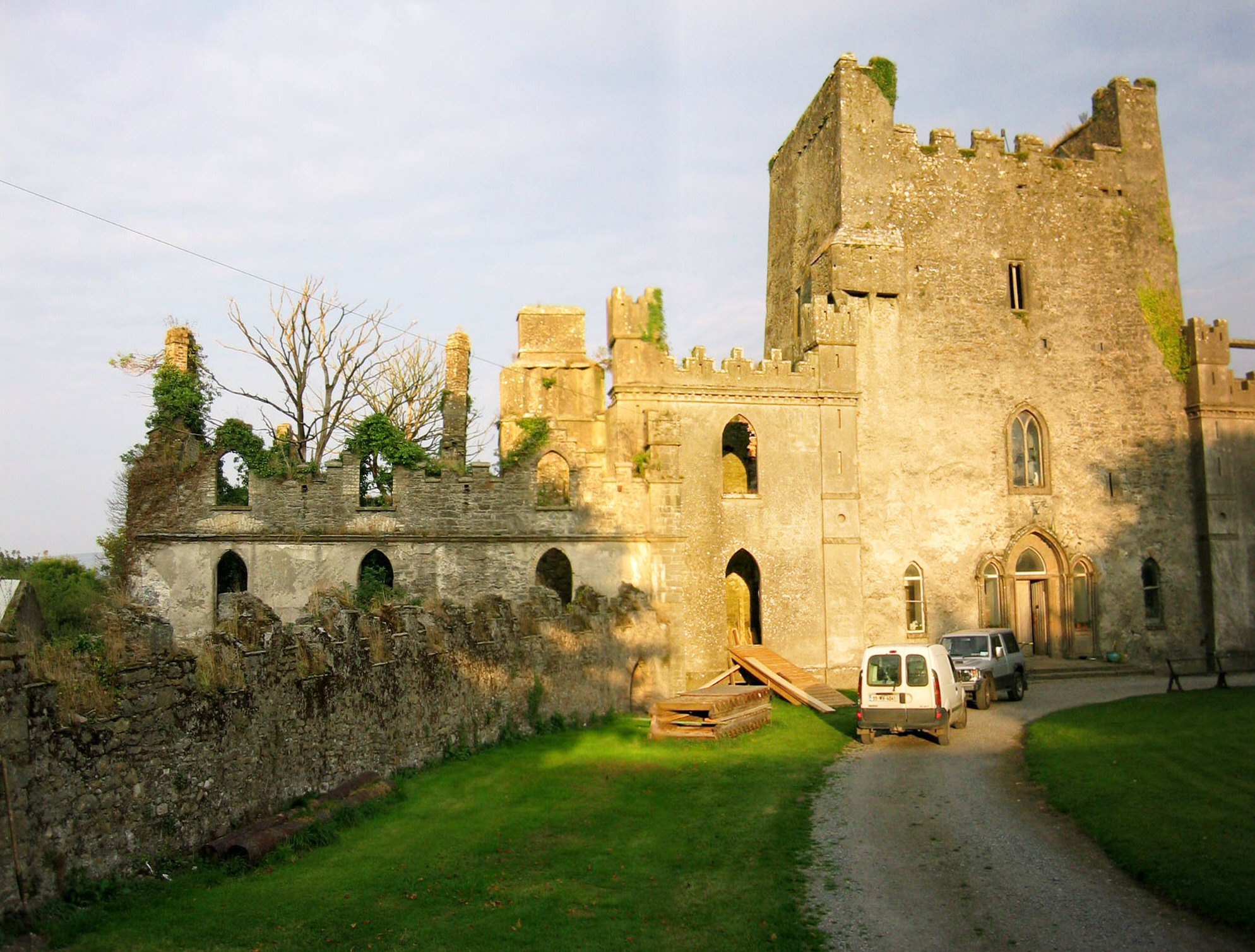
Замок Ліп.

Замок Ліп (англ. Leap Castle) — замок Леп — один із замків Ірландії, розташований в графстві Оффалі, на землі Кулдеррі, в 4 милях на північ від міста Роскреа, в 6 милях на південь від селища Кіннітті, біля дороги R421.

## Історія замку Ліп
Є різні версії щодо того, коли був побудований замок Ліп. Дати коливаються від ХІІІ до XV століття, але найімовірніша дата — 1250 рік. Замок побудував ірландський клан О'Баннон. Спочатку замок називався Лейм Ві Банайн (родюча земля клану Банайн або стрибок клану Банайн). Клан О'Банайн мав «другорядних вождів» — вони були підпорядковані клану О'Керролл. Є дані, що кам'яний замок Ліп був побудований на місці дерев'яної оборонної споруди, що була свого роду сакральною спорудою для місцевих ірландських кланів і була споруджена ще в часи залізної доби — десь біля 500 року до н. е., а можливо і набагато давніше — ще в часи неоліту.
«Літопис Чотирьох Майстів» згадує замок Ліп, там записано, що граф Кілдер — Джеральд ФітцДжеральд безуспішно намагався захопити замок Ліп в 1513 році. Три роки потому він знову напав на замок Ліп і частково зруйнував його. Але в 1557 році клан О'Керролл повернув собі замок Ліп.
Після смерті Малруні О'Керрола в 1532 році в клані О'Керролл почалися внутрішні чвари і боротьба за владу. Почалась війна, коли брат пішов на брата. Один з братів роду вождів клану був священиком. Він молився в церкві, що ввійшла в історію як «Кривава церква», його суперник брат ввірвався в церкву, простромив свого брата мечам. той впав на вівтар і помер.
У 1659 році замок перейшов у власність родині Дарбі в результаті шлюбу. Відомими власниками замку Ліп були віце-адмірал Джордж Дарбі, адмірал сер Генрі Дестерро Дарбі, Джон Нельсон Дарбі. Коли замок належав Джонатану Чарльзу Дарбі, його дружина Мілдред Дарбі жила в цьому замку і писала готичні романи. Вона захопилась містицизмом та окультизмом і багато писала про привидів і темні історії замків. Після цього почали ширитися чутки та легенди про примари замку Ліп. Потім замок вирішили розбудувати. Але для розбудови замку вирішили підняти орендну плату за землі маєтку замку Ліп. Це викликало обурення селян. Кажуть, що це було причиною того, що під час війни за незалежність Ірландії замок Ліп був спалений в 1922 році.
У 1974 році замок Ліп купив австралійський історик Пітер Барлетт. Його мати була з клану О'Банон. Пітер Бартлетт разом з архітектором Джо Саліваном здійснив величезні реставраційні роботи, що тривали до його смерті в 1989 році.
У 1991 році замок став власністю музики Шона Райяна, що продовжив реставраційні роботи.
Зображення замку було на обкладинці роману «Вершники» австралійського письменника Тіма Вінтона.

## Привиди замку Ліп
Замок Ліп має славу найжахливішого і наймоторошнішого замку Ірландії. Про цей замок складено чимало страшних легенд. Говорять, що замок Ліп вожді клану О'Керролл використовували для знищення своїх ворогів. Вождів ворожих кланів запрошували в замок Ліп нібито для примирення і жорстоко вбивали їх прямо серед бенкету. Ще розповідають, що вожді клану О'Керролл запрошували в замок своїх колишніх союзників та найманців з кланів О'Ніл та Мак Магон і вбили їх, виплаючи там таку криваву нагороду за службу. Ще розповідають, що в замку була кімната смерті в глибокому підземеллі. туди провалювались гості, коли наступали на люк у верхній кімнаті. На дні підземелля були гострі списи, жертви падали на них і гинули. Якщо хтось випадково падав не на списи, то він лишався гинути в підземеллі серед трупів і скелетів.
Розповідають, що в замку Ліп з'являються моторошні привиди. Наймоторошніший і найжахливіший привид назвали «Воно» або «Елементал». Він схожий на зігнуту в три погибелі тварину, що нагадує вівцю за розмірами. Перед тим як цей привид з'являється, в повітрі чути запах сірки та мертвих тіл. Ще розповідають, що в «Кривавій церкві» інколи само по собі з'являється світло.
Замок Ліп досліджували «Товариство дослідження паранормальних місць Землі Скаріст АВС», «Живе телебачення», «Атлантичне товариство паранормальних явищ» (TAPS), «Мисливці за привидами». У серпні 2014 року «Тревел Ченел Гост Едверчес» знімали тут свій десятий сезон «Геловін».